# カーラ型巡洋艦
カーラ型ミサイル巡洋艦（英語: Kara class guided missile cruiser）は、ソ連海軍・ロシア海軍が運用していた大型対潜艦（BPK）の艦級に対して付与されたNATOコードネーム。ソ連海軍での正式名は1134B型大型対潜艦（ロシア語: Большие противолодочные корабли проекта 1134-Б）、計画名は「ベルクート-B」（露: «Беркут-Б»、イヌワシの意）であった。
本型はおおむね、先行する1134A型（クレスタII型）をガスタービン推進とするとともに装備を更新したものである。他の大型対潜艦より優れた航洋性能・対潜戦能力・稼働率を備えており、対潜攻撃部隊の主力として長く作戦任務に従事した。またその優れた設計から、より大型の1164型ミサイル巡洋艦（スラヴァ級）のベースともなっている。

## 来歴
北大西洋条約機構（NATO）諸国軍の潜水艦発射弾道ミサイル搭載原子力潜水艦（SSBN）配備進展を受け、1960年代初頭、ソ連海軍は従来の対水上・対地火力投射というドクトリンを廃し、かわって対潜戦を重視することを決定した。これを受けて水上戦闘艦の整備方針も大きく転換され、まず、対潜戦重視の水上戦闘艦の第1陣として、1等艦にあたる対潜・防空艦として1134型 (クレスタ-I型)、2等艦にあたる対潜・防空警備艦として61型（カシン型）の建造が開始された。しかしその能力に限界を感じたソビエト連邦政府は、1964年8月、より強力な対潜艦の建造を下令した。
これに応じ、61型の設計を担当した第53中央設計局（TsKB-53）は、まず1134型の装備を更新した1134A型 (クレスタ-II型)を開発するとともに、1964年10月、ガスタービン主機を採用した次世代の対潜・防空艦の腹案を提出、1965年10月には1134B型として、建造計画が承認された。そして1966年4月、1134A型をベースにガスタービン主機とした対潜・防空艦の原案を承認した。これを受けて第53中央設計局は1134B型の技術案の作成に着手、主任設計官としては、1134型も担当したアニケエフが任命された。9月30日、第53中央設計局は造船省に技術案を提出したが、新型ソナーの搭載や隠密・静粛性の強化など多くの要望事項が追加されたこともあり、最終的に技術案が承認されたのは1967年11月のことであった。

## 設計
上記の通り、本型の設計は、おおむね1134A型をもとにガスタービンエンジンを搭載したものとなっている。これに伴って船体も大型化され、全長が14m、全幅が1.7m拡大されたことにより、満載排水量にして16%増大した。
主機関はCOGAG方式を採用しており、この点では、同設計局が設計した61型と同様である。ただし61型では単機種4基による構成であったことから、特に低速時の燃費に問題があった。このことから、本型においては高出力の高速機と、低出力の巡航機の2機種による構成とされている。1・2番艦の搭載システムはM5型と呼称されており、高速機としてDO54（単機出力18,000 hp (13 MW)）、巡航機として逆転機能付きのDO61（単機出力6,000 hp (4.5 MW)）が用いられる。また3番艦以降では出力が増強されたM5E型とされ、高速機としてDE59（単機出力22,500 hp (16.8 MW)）、巡航機としてDO63（単機出力9,000 hp (6.7 MW)）が用いられる。なお、これらの高速機の寿命は6,000時間、巡航機の寿命は20,000時間であり、当時のソ連海軍の行動パターンにあてはめるとおよそ6年に相当した。

## 装備
建造計画において、本型の主要任務は下記のように規定されていた。
1. 本国から離れた海域で作戦任務に就く攻撃部隊の一員として、仮想敵のSSBNを捜索・発見・撃沈すること
2. 作戦小艦隊の戦術部隊の一員として行動するとともに、必要に応じて艦隊の構成艦として対潜・防空の任に就くこと
3. 友軍の潜水艦の展開及び帰港を掩護、回航中の艦船を護衛すること

### C4ISR
C4Iシステムに関しては、1・2番艦ではコレン1134B戦術情報処理装置とアレヤ1134B戦術データ・リンク装置が搭載されており、また3・4番艦以降ではそれぞれMVU-202とMVU-203によって更新された。
本型のレーダー装備はおおむね1134A型のものが踏襲されており、対空捜索用にはMR-600「ヴォスホード」（NATO名「トップ・セイル」）、これを補完する対空・対水上レーダーとしてはMR-310A「アンガラーA」（NATO名「ヘッド・ネットC」）が搭載された。これらはいずれもCバンドを使用しており、前者は高高度目標に対して600km、後者は高高度目標に対して200km、水上目標に対して40kmの探知距離を発揮できた。またこれらと連接されるレーダー情報処理装置としては、1・2番艦ではバイカルS4型が、5番艦にはMRO-410A型が、6・7番艦にはMRO-400型が搭載された。
ソナーに関しては、バウ・ソナーは1134A型と同じMG-332「チタン-2T」型であるが、新たに可変深度式のMG-325「ヴェガ」型が装備された。

### 武器システム
大型対潜艦としての本型の主兵装となる対潜ミサイル・システムとしては、1134A型と同じURPK-3「メテル」が搭載されており、同様に艦橋構造物両脇に85R型ミサイルを収容したKT-100型4連装発射筒が設置された。また1984年以降の近代化では、発射機をKT-100U1型に、ミサイルを長射程化・対艦兼用化した85RUに更新して、システムはURPK-5「ラストルブB」とされている。
対潜と並んで主用任務と規定された防空に用いられる艦隊防空ミサイル・システムとしては、やはり1134A型と同じM-11「シュトルム」が用いられる。ただし発射機は、弾庫容量が40発に拡張されるとともに自動化も進展したB-192とされた（1134A型のB-187Aでは24発）。ミサイル射撃指揮装置（GMFCS）としては4R60「グロム」が2基搭載されるが、これが「メテル」の管制にも用いられるのは1134A型と同様である。また「シュトルム」を補完するため、4K33「オサーM」個艦防空ミサイル・システムが新たに装備された。
なお砲熕兵器としては、1134型・1134A型で不評であったAK-725 57mm連装砲にかえて、58型（キンダ型）で採用されていたAK-726 76mm連装砲が搭載されているほか、CIWSとしてAK-630 30mm6銃身機銃が搭載され、のちに発射速度を向上させたAK-630Mに更新された。

## 同型艦
1134型・1134A型はいずれもレニングラードの第190造船所で建造されており、本型の起工時点でも建造が続いていた。一方、61型の建造を手がけていたムィコラーイウの第445造船所では、同型の建造がまもなく終わる予定であったことから、こちらが建造を担当することとなり、1969年までに所要の設備の改修を終えた。
| #      | 艦名                                 | 起工            | 進水            | 竣工            | 配属                  | 除籍            | 備考                                                                                                |
| ------ | ------------------------------------ | --------------- | --------------- | --------------- | --------------------- | --------------- | --------------------------------------------------------------------------------------------------- |
| S-2001 | ニコラーエフ «Николаев»              | 1968年 6月25日  | 1969年 12月19日 | 1971年 12月31日 | 黒海艦隊 → 太平洋艦隊 | 1992年 10月29日 | インドへスクラップとして売却・解体                                                                  |
| S-2002 | オチャーコフ «Очаков»                | 1969年 12月19日 | 1971年 4月30日  | 1973年 11月4日  | 黒海艦隊              | 2011年 8月12日  | スクラップ処分予定であったが、 2014年クリミア危機中に3月5日ドヌズラフ湾に閉塞を目的として沈められた |
| S-2003 | ケルチ «Керчь»                       | 1971年 4月30日  | 1972年 7月21日  | 1974年 12月25日 | 黒海艦隊              | 2020年 2月15日  | 2014年11月に火災事故を起こした                                                                      |
| S-2004 | アゾフ «Азов»                        | 1972年 7月21日  | 1973年 9月14日  | 1975年 12月25日 | 黒海艦隊              | 1998年 5月30日  | スクラップとして売却・解体                                                                          |
| S-2005 | ペトロパーヴロフスク «Петропавловск» | 1973年 9月9日   | 1974年 11月22日 | 1976年 12月29日 | 太平洋艦隊            | 1992年 2月26日  | インドへスクラップとして売却・解体                                                                  |
| S-2006 | タシュケント «Ташкент»               | 1974年 11月22日 | 1975年 11月5日  | 1977年 12月31日 | 太平洋艦隊            | 1992年 7月3日   | インドへスクラップとして売却・解体                                                                  |
| S-2007 | タリン «Таллин»                      | 1975年 11月5日  | 1976年 11月5日  | 1979年 12月31日 | 太平洋艦隊            | 1994年 7月5日   | 1992年9月、予備役編入。後インドへスクラップとして売却・解体                                         |

なお、「アゾフ」は1977年に後部の「シュトルム」を撤去して、新型の艦隊防空ミサイル・システムであるS-300F「フォールト」を搭載する1134BF号改修を受け、1985年まで同システムの試験任務に従事しており、その後も同システムは維持されていた。また「ケルチ」は1987年に対空レーダーを新型の3次元レーダーであるMR-700「ポドヴェレゾヴィク」（NATO名「フラット・スクリーン」）に改装している。

## 登場作品
『エースコンバット アサルト・ホライゾン』
ロシア連邦政府に対してクーデターを起こしたNRF（新ロシア連邦）所属艦艇として、架空艦『アドミラル・ブラギンスキィ』が登場。
NRF艦隊の1隻として黒海に展開しており、作中でNATOとロシア連邦軍合同の多国籍軍が実施したロシア首相救出作戦において、主人公らの部隊と交戦する。